# Загляне сонце і в наше віконце

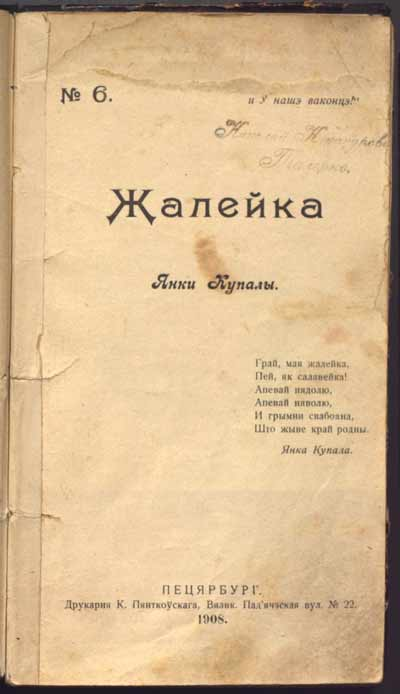
Збірник віршів Янки Купали «Жалейка», виданий спілкою

Загля́не со́нце і в на́ше віко́нце (біл. Загляне сонца і ў наша аконца) — перша легальна білоруська видавнича спілка, існувала в Санкт-Петербурзі у 1906–16 роках.
Була створена з ініціативи викладача Петербурзького університету Броніслава Епімах-Шипіли. Головною метою була освітницька діяльність.
Видала 38 найменувань книжок кирилицею та латиницею загальним тиражем понад 100 тис. примірників. Серед них були перші підручники білоруською мовою: «Беларуская чытанка, ці Першае чытаньне для дзетак беларусаў» Каруся Каганця, «Першае чытаньне для дзетак беларусаў» Цьотки, твори Я. Купали, Я. Коласа, В. Дуніна-Мартинкевича, Ф. Богушевича, переклади поеми «Пан Тадеуш» А. Міцкевича.
Також видавала альманах «Маладая Беларусь». 